# 황다랑어 매톰
노랑지느러미매드톰(Noturus flavipinnis)는 미국 남동부에 서식하는 붕메기과에 속하는 물고기의 일종이다. 역사적으로 황다랑어 매톰은 테네시 강 상류 전역에 널리 퍼져 있었지만 공식적으로 기술될 당시에는 멸종된 것으로 간주되었다.